# 津川主一
津川 主一（つがわ しゅいち、1896年11月16日 - 1971年5月3日）は、日本基督教団の牧師、教会音楽家。

## 生涯
1896年に愛知県名古屋市に生まれる。旧制名古屋中学校（現：名古屋中学校・高等学校）、関西学院神学部を卒業して、東京麻布美普教会の牧師に就任する。
牧師を辞めて、合唱運動に後半生をささげた。自由学園、恵泉女学園、青山学院神学部、東京YMCAなどの講師をつとめていた。東京オラトリオ、横浜オラトリオ、仙台オラトリオ、東京シンフォニック・コーラス、東京バッハ・ヘンデル協会などを創設して、指揮者を務めた。また、全日本合唱連盟の常任理事（1956年～66年）・名誉会員（1970年）、東京都合唱連盟の理事長（1956～57年）を務めた。
教会音楽への貢献が認められて1967年、第4回キリスト教功労者を受賞した。スティーブン・フォスターの伝記も書いており、「主人は冷たい土の中に」の訳詞もある。
また、日本列島に分布したシノメガケロス属の大型のシカのヤベオオツノジカの標本の再発見にも関与している。

## 著書
- 『日曜学校音楽』宗教教育研究叢書 日曜世界社, 1925
- 『日曜学校幼稚園聖歌集』日曜世界社, 1927
- 『讃美歌作家の面影』日曜世界社, 1927　ヨルダン社, 1955
- 『合唱楽及指揮法』音楽講座 第7篇 文芸春秋社, 1933
- 『独逸国民と音楽生活』新興音楽出版社, 1942
- 『音楽の教養』愛之事業社, 1943
- 『シューベルト』少年少女音楽文庫 すずか出版社, 1947
- 『パパ・ハイドン』少年少女音楽文庫 すずか出版社, 1948
- 『アメリカ民謡の父 フォスターの生涯』トッパン社, 1948 『フォスターの生涯』(音楽文庫 音楽之友社, 1951
- 『合唱音楽の理論と実際』音楽之友社, 1950
- 『日本こども聖歌集』作曲. 教文館, 1951.6
- 『Hymns in English and German』教文館, 1957
- 『音楽とプロテスタンティズム (青年文庫シリーズ) 日本基督教協議会文書事業部, 1957
- 『楽しい民謡コーラス』日本YMCA同盟出版部, 1960
- 『教会音楽5000年史』ヨルダン社, 1964

### 編著・共編著
- 『ジョン・ウエスレーと音楽』野呂信次郎共著. 教文館, 1937
- 『合唱名曲撰集 第1巻 (女声篇)』編著. 東京音楽書院, 1937
- 『合唱名曲撰集 第3巻 (男声篇)』編著. 東京音楽書院, 1937
- 『降誕祭独唱聖曲集』由木康共編. 教会音楽社, 1937
- 『合唱名曲撰集 第4巻 (女声篇)』編著. 東京音楽書院, 1938
- 『合唱名曲撰集 第5巻 (混声篇)』編著. 東京音楽書院, 1938
- 『東洋平和と降誕祭 交声曲』作曲, 斎藤潔 作歌. 教会音楽社, 1938
- 『世界藝術歌曲集 第1卷』堀内敬三共編. 音樂之友社, 1947
- 『女聲合唱名曲集』編著. 新唱社, 1948.3
- 『混聲合唱名曲集 1』編著. 新唱社, 1948.6
- 『プライマリー英語の歌』堀内敬三 共編. 音樂之友社, 1951.6
- 『学校・教会オルガン名曲集』編. 音楽之友社, 1953.
- 『こどもの歌若人の歌』大中寅二共著. 日本基督教団出版部, 1956
- 『最新中学音樂』草野剛, 大原三郎 共著. 法文社, 1956

### 翻訳
- ベルリオーズ『合唱管絃楽指揮法』新響社, 1929 音楽之友社, 1948
- トーマス・アダムス 作曲『聖き御子 降誕交声曲(混声合唱)』 (新刊クリスマス音楽  訳詞. 教会音楽社, 1937
- ガーデ『子供の降誕祭 ピアノ・オルガン独奏組曲』編. 教会音楽社, 1937
- セザール・フランク 曲『オルガン小聖曲集 (オルガン音楽 編. 教会音楽社, 1938
- フレーベル『愛児保育歌曲集』訳編. 教会音楽社, 1939
- アルバート・シュヴァイツァー『バッハの生涯』白水社, 1940
- バッハ『オルガン独奏曲集』編. 教会音楽社, 1941
- 『民族解放の歌』訳編. 教文館, 1942
- アルバート・シュヴァイツァー『バッハの芸術』 新興音楽出版社, 1943
- クルト・ロンドン『映画音楽の美学と科学』楽苑社, 1944
- ファイズィー・ラハミン『印度の音楽』東洋社, 1944
- フリードリッヒ・フレーベル [原編]『母とおさなごの歌』訳編 日本基督教団出版部, 1957
- ヘルタ・パウリ『聖夜 うたものがたり』音楽之友社, 1957
- 『ジュビリー・シンガーズ 物語と黒人霊歌集』訳編. 音楽之友社, 1960
- ホブスン・スミス 原作『ケンタッキー・ホーム :ミュージカル・ドラマ スティヴン・フォスター伝』音楽之友社, 1963